# Сестра (река, впадает в Сестрорецкий Разлив)
Сестра́ (устар. Рая-йоки, Сиэстариоки, Систербек, Сестрь, Сестрея; фин. Rajajoki, Siestarjoki; швед. Systerbäck) — река на Карельском перешейке, вытекает из болот в районе посёлка Лесное и впадает в искусственное водохранилище-озеро Сестрорецкий Разлив. Первоначально впадала непосредственно в Финский залив в нескольких километрах к северу от Сестрорецка, около нынешнего устья северного рукава реки Малая Сестра. Позднее русло было отведено в сторону Сестрорецка для нужд Сестрорецкого оружейного завода. Длина реки — 74 км, площадь водосборного бассейна — 399 км². Пойма прерывистая, ширина 10—20 м. В верховьях есть многочисленные броды, ближе к устью глубина доходит до 3 м. В реку впадает множество ручьёв включая Пасторский

## Историческая справка

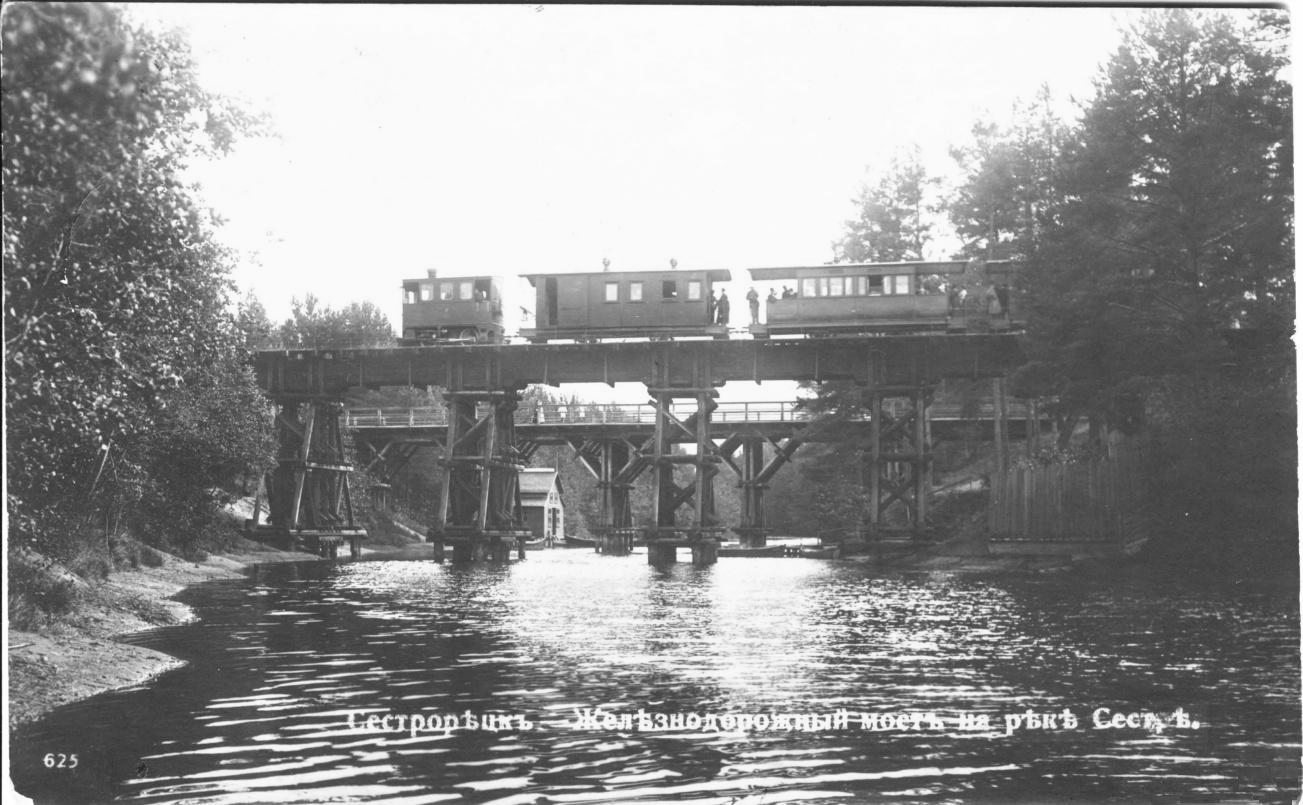
Железнодорожный мост через р. Сестру в Сестрорецке. Начало XX века

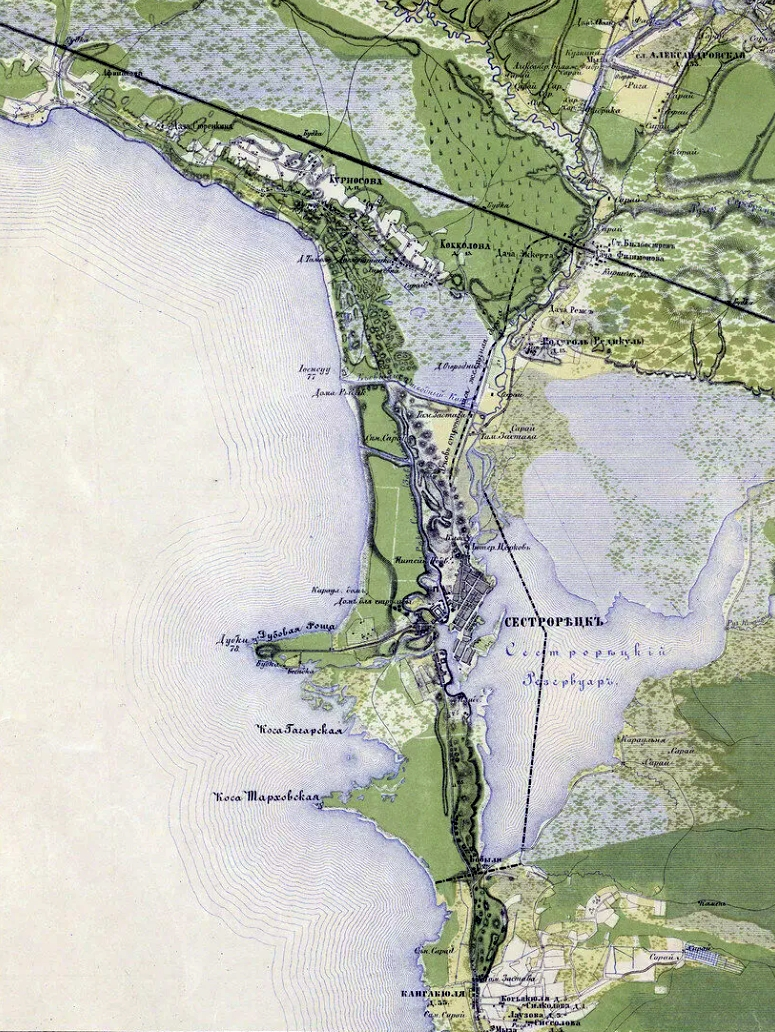
Граница до 1864 года

Первое упоминание о Сестре относится к 1323 году, когда согласно Ореховскому мирному договору по Сестре прошла граница между владениями Новгородской республики и побережьем Финского залива, отторгнутым шведами.
В июле 1575 года, на реке Сестре, было заключено двухлетнее перемирие. Современники считали, что цель перемирия для Иоанна IV Васильевича Грозного была, обеспечив себя со стороны Финляндии, сильнее действовать на Ливонию.
В Новгородских писцовых книгах XV века гидроним упоминается в форме Сестрея — от фин. Siestar oja — «черносмородиновая река». Река не раз меняла своё название. Когда Пётр I вытеснил отсюда шведов, обнаружили небольшую речку, носившую на шведских картах название швед. Systerbäck — «Сестрин ручей». Но имя реке дали не шведы, а финны, издревле обитавшие здесь. Они называли реку фин. Siestar-joki — «Смородинная речка». Вероятно, по её берегам росли кусты лесной смородины. В русском языке Siestar-joki было адаптировано как Сестра. Когда в 1918 году Финляндия получила независимость от России, правительство этой страны стало менять на картах названия, напоминавшие о русском владычестве и Сестру переименовали в Raja-joki — «пограничную реку» (на русских картах она продолжала именоваться Сестрой). В 1940 году по итогам Советско-финской войны территория реки вошла в состав СССР и к реке вернулось её русское название Сестра с финскими корнями.
Интересная версия изложена в книге:

Земли, на которых расположен современный Сестрорецк, с XIV по XVIII век принадлежали шведской Карелии, являясь частью деревни Куоккала. Уже в XVII веке в устье Сестра-река находилась гавань и торговое поселение (ярмарка). Это местечко имело тогда шведское название Сюстербэк, что в переводе и означает Сестра-река. Ингерманладские финны изменили со временем звучание непривычного для них слова Сюстербэк на более короткое — Пекки или Пякки. Русское Сестрорецк укоренилось уже в петровскую эпоху. В XVIII веке при строительстве водохранилища Сестрорецкий Разлив южный рукав дельты Сестры, по которому проходила в XIV — нач. XVII веков русско-шведская граница по Ореховецкому и Тявзинскому договорам, был засыпан. Это южное русло находилось где-то между посёлками Тарховка и Горская. И хотя оно исчезло, тем не менее по его линии сохранилась административная граница между Выборгской и Ингерманладской губерниями, а впоследствии, по этому рубежу и была установлена граница автономного Великого княжества Финляндского, просуществовавшего там до 15 февраля 1864 года, когда по повелению Александра II был произведён размен территориями между Финляндией и Россией. В результате Сестрорецкая слобода с оружейным заводом перешла к Санкт-Петербургской губернии, а линия границы отодвинулась на Ржавую канаву. Пограничный шлагбаум оставался ещё на прежнем месте до конца XIX века.

В 1703 году здесь состоялся «Бой на реке Сестра», одно из сражений Северной войны, в которой царь Пётр I разгромил шведскую армию, командующий которой, генерал Крониорт, спешно отвёл войска к Выборгу. Чтобы закрепить позиции за собой, в деревне Систербек расквартировали русские полки, а в 1706 году рядом, на берегу Финского залива приступили к строительству гавани.
С начала XVIII века река Сестра находилась между Выборгской и Санкт-Петербургской губерниями, с 1811 года являлась восточной границей Великого княжества Финляндского в составе Российской империи, а в 1920—1940 годах, после заключения Дерптского мирного договора, — границей между независимой Финляндией и РСФСР (позднее — СССР).
Недалеко (~ 1 км) от впадения в Сестрорецкий Разлив от реки отходит так называемая Ржавая Канава, ранее использовавшаяся для водоотвода. В этом месте на берегу Сестры установлен памятник — мемориал «Сестра» в честь воинов, погибших в годы Великой Отечественной войны. В своё время Ржавая Канава была границей между Финляндией и Россией (СССР), и здесь иногда переходили границу беглецы из Советской России. Сейчас излишек воды в периоды паводка сбрасывается непосредственно из Разлива через канал «Шипучка» (прежнее название: Гагаринский ручей).

## Орогидрография
Берёт начало из облесённого болота в 11 км западнее д. Лемболово на Лемболовской возвышенности и впадает в северную часть Сестрорецкого Разлива. Длина реки 74 км, общее падение реки 143,2 м, средний уклон 0,002 (0,2 %). До создания Сестрорецкого Разлива р. Сестра впадала непосредственно в Финский залив.
Бассейн р. Сестры расположен в центральной части Карельского перешейка, имеет неправильную удлинённую форму, вытянутую с севера на юг. Длина бассейна 31 км, наибольшая ширина 20 м, средняя ширина 12 м. В бассейне находятся ООПТ «Сестрорецкое болото», «Щучье озеро» и заказник «Термоловский».
Бассейн р. Сестры с западной стороны отделяется от соседних бассейнов холмами и грядами, а на остальном протяжении граница проходит преимущественно по равнинной, местами заболоченной местности и не имеет чётких очертаний. Высота бассейна изменяется от 179,5 Балтийская система высот в северной части до 10-20 м в нижнем течении реки. Снижение высот происходит плавно. Водосбор сложен в основном кембрийскими глинами и песчаниками, сверху они покрыты четвертичными отложениями. Грунты преимущественно супесчаные, изредка суглинистые, довольно часто встречаются торфянистые грунты. Залесённость бассейна 54 %, заболоченность 8 %, болота преимущественно мелкие, верхового типа, разбросаны по всему бассейну, но большее их количество находится в северной части бассейна, озёрность бассейна не превышает 0,9 %. Долина реки трапецияидальной формы, преобладающая ширина 200—300 м, иногда расширяется до 400—500 м, наименьшая ширина 150 м.
Склоны умеренно рассечённые, преобладающая высота их 10-15 м, наибольшая 32 м, наименьшая — 6 м. У подножия склонов имеются обильные выходы грунтовых вод. Пойма реки прерывистая, преобладающая ширина её 10-20 м, на излучинах она местами расширяется до 50-100 м. Русло извилистое, умеренно разветвлённое, в верховье, на участке длиной 4,0 км, часто теряется в зарослях болотной растительности. Берега крутые и обрывистые сложены супесью и песками, изредка суглинками.
Пороги встречаются почти через каждые 2,0-5,0 км. Скорости течения 0,7-1,5 м/с. Устьевой участок протяжением около 4,0 км находится в подпоре от водохранилища Сестрорецкий Разлив. Преобладающая ширина реки 5-10 м, на плёсах расширяется до 15-20 м и в зоне подпора на устьевом участке около 40-50 м. Подпор выражается в обилии родников на устьевом участке реки Заводская Сестра (так называлась Малая Сестра ранее).
Дно песчаное с галькой, на порогах каменистое, состоит из валунов Д=0,3-0,5 м камней, гальки, изредка встречаются валуны Д=1,0-1,5 м.
Гидрографическая сеть бассейна развита хорошо и состоит из 93 притоков с общим протяжением 282 км, в том числе 3 реки имеют длину более 10 км. Одна из них — река Чёрная, впадает в Сестрорецкий Разлив, имеет длину 35 км, площадь водосбора 126 км², с бассейном, расположенным в центральной части Карельского перешейка, имеет среднюю высоту 67 м, уклон 2-3 градуса. Одним из крупнейших притоков реки Сестры является также ручей Серебряный, который в XXI веке стал мощным загрязнителем Сестры.

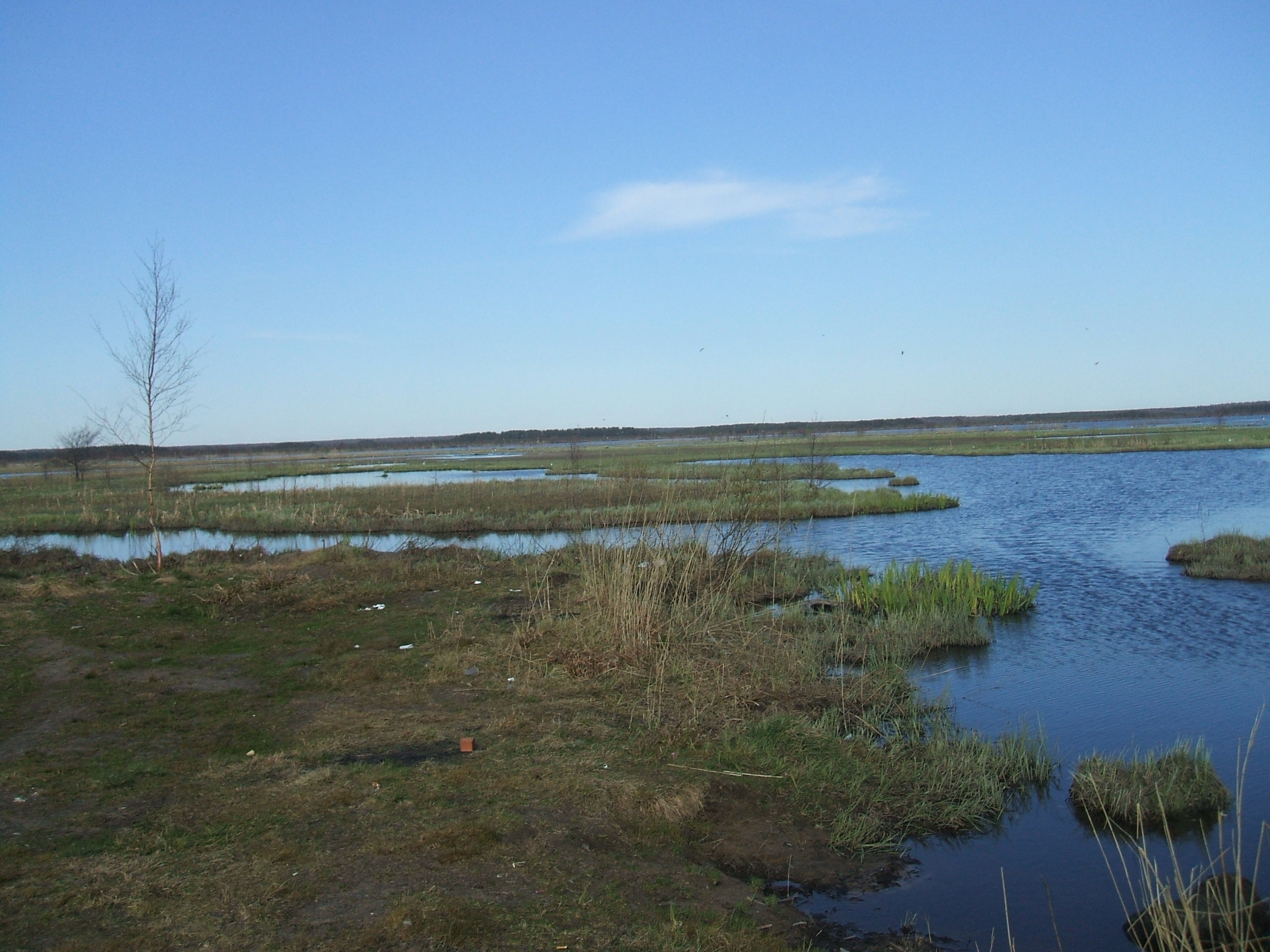
Сестрорецкое болото
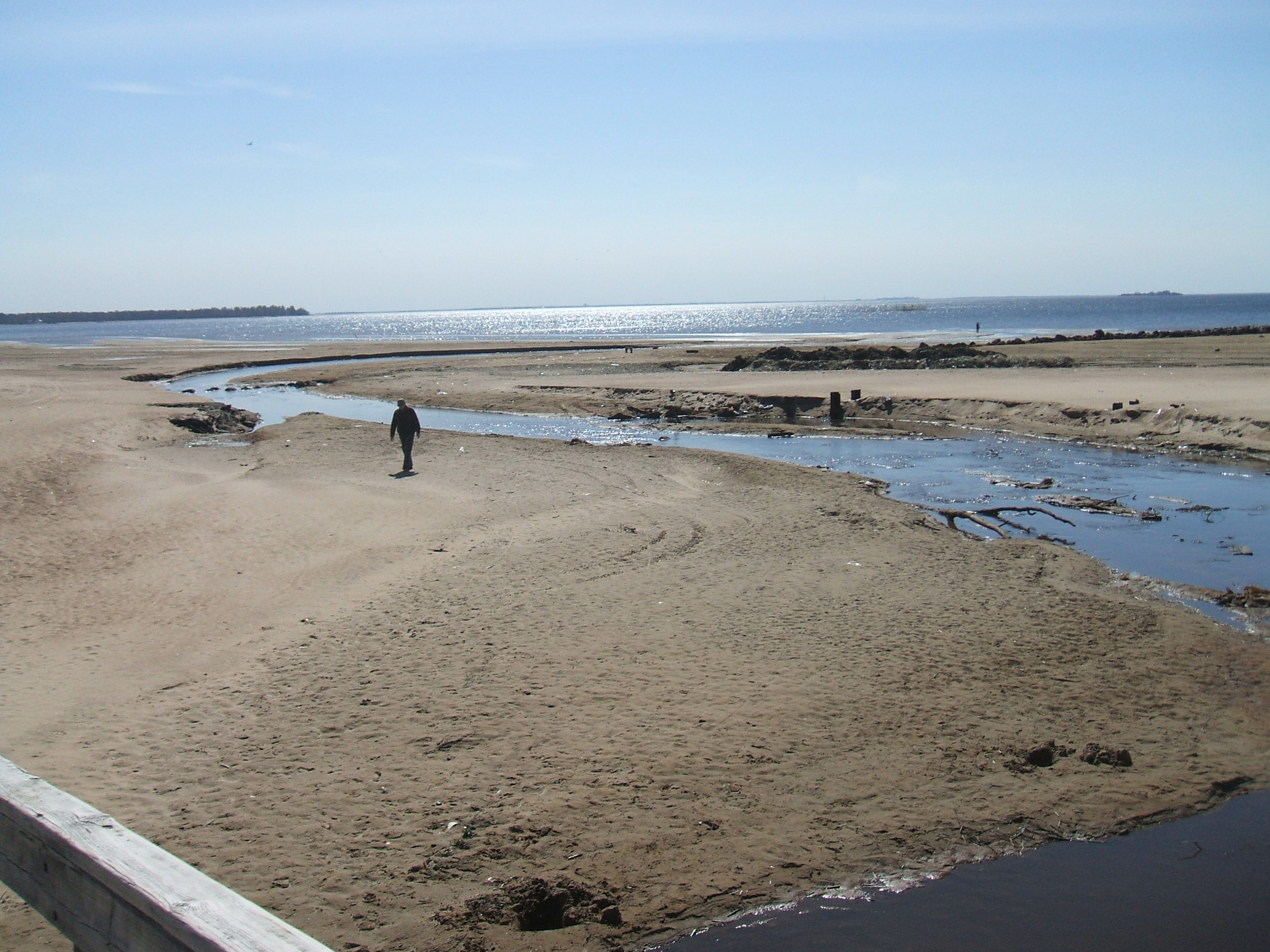
Устье р. Малая Сестра при впадении в Финский залив
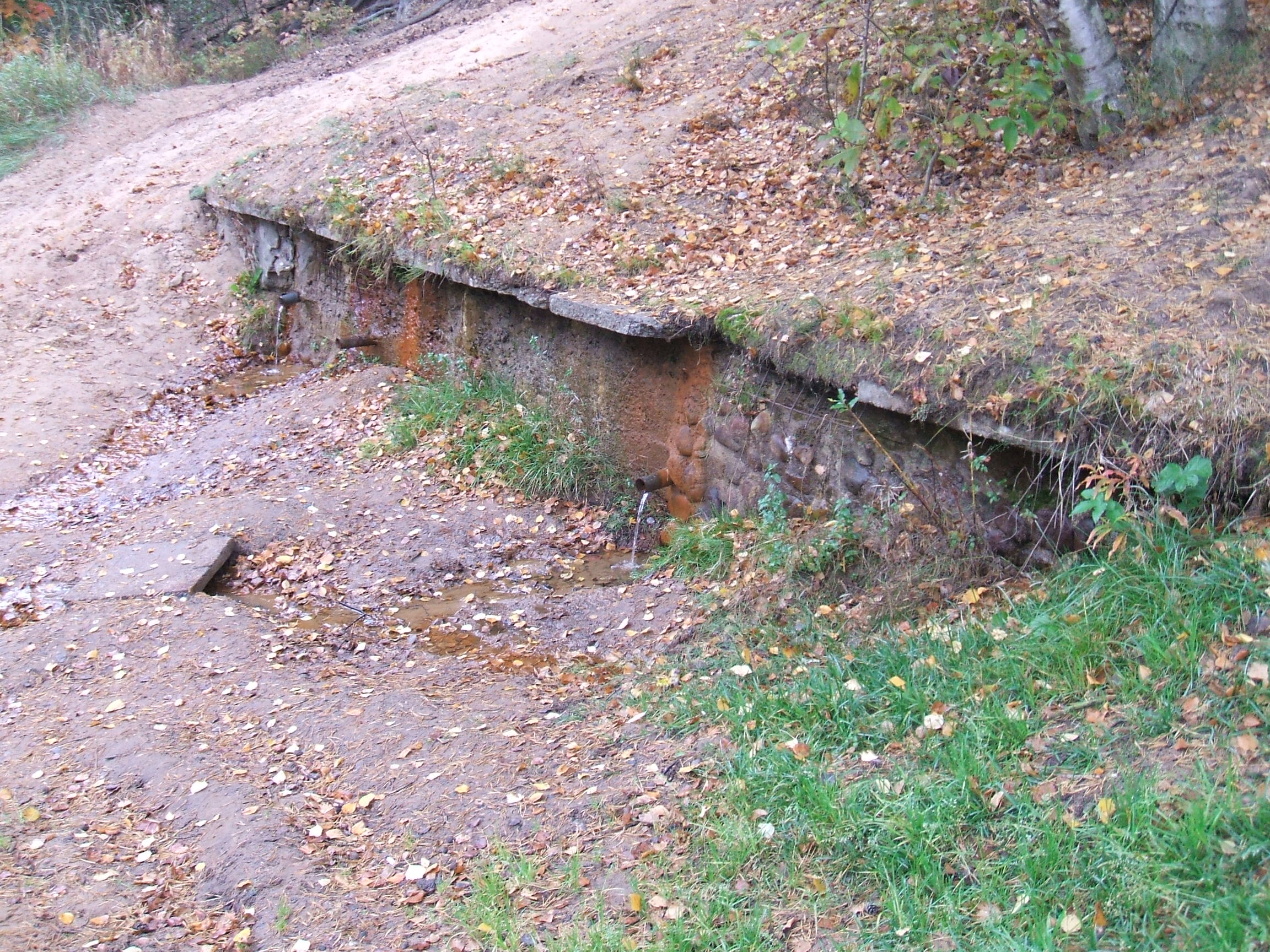
Река Заводская Сестра (нынешнее название: Малая Сестра). Родник № 4

### Водный режим
Карельский перешеек расположен в зоне избыточного увлажнения, что в основном и определяет гидрологические особенности района. Значительное количество осадков (770 мм) и относительно малое испарение с суши (425 мм) из-за невысоких температур воздуха в тёплое время года обуславливают значительные величины поверхностного стока.
В формировании стока рек Сестра и Чёрная главную роль играют дождевые осадки. За период весеннего половодья проходит 33-47 %, за летне-осенний период 40-22 % и зимой 27-31 % годового стока.

## Ихтиофауна
Реку Сестру населяют такие виды рыб, как окунь, щука, лещ, судак, ёрш, плотва, налим, уклейка, густера, хариус и ручьевая форель.

## Гидрология
На мосту у станции Белоостров был организован пункт наблюдений за гидрологическими характеристиками речки исследования проводились Северо-Западным управлением гидрометеорологической службы и Государственного гидрологического института за период 1940—1966 гг. по пунктам наблюдений: п. 199 на р. Сестре у посёлка Белоостров в 5,7 км от устья при водосборе 390 км² (железнодорожный мост).
Доля стока по характеру питания в процентах от годового составила: снеговой — 44, дождевой — 31, грунтовый — 25. Среднегодовой расход воды — по п. 199 за период наблюдений с 1947 по 1965 г. составляет 4,13 м³/с, (модуль стока — 10,6 л/с.км²).
| Обеспеченность, %     | 5    | 10   | 25   | 50   | 75  | 90  | 95  | 97  | 99  |
| --------------------- | ---- | ---- | ---- | ---- | --- | --- | --- | --- | --- |
| Годовой сток, л/с.км² | 15,7 | 14,5 | 12,6 | 10,8 | 9,1 | 7,8 | 7,1 | 6,6 | 5,8 |

| месяц | IV   | V    | VI   | VII  | VIII | IX   | X    | XI   | XII  | I    | II   | III  | год  |
| ----- | ---- | ---- | ---- | ---- | ---- | ---- | ---- | ---- | ---- | ---- | ---- | ---- | ---- |
| %     | 28,2 | 14,6 | 4,3  | 3,9  | 2,8  | 5,3  | 8,2  | 12,0 | 7,9  | 4,2  | 3,4  | 5,0  | 100  |
| м³/с  | 13,9 | 7,21 | 2,09 | 1,90 | 1,38 | 2,63 | 4,02 | 5,90 | 3,91 | 2,07 | 1,69 | 2,45 | 4,10 |

| Год                       | 1947  | 48    | 49     | 50     | 51     | 52    | 53     | 54     | 55    | 56    | 57   | 58   | 59     | 60    | 61    | 62    | 63    | 64    | 65    | 66    |
| ------------------------- | ----- | ----- | ------ | ------ | ------ | ----- | ------ | ------ | ----- | ----- | ---- | ---- | ------ | ----- | ----- | ----- | ----- | ----- | ----- | ----- |
| Дата начала половодья     | 1.IV  | 1.IV  | 26.III | 20.III | 17.III | 6.IV  | 30.III | 23.III | 16.IV | 22.IV | 1.IV | 3.IV | 25.III | 10.IV | 16.IV | 1.IV  | 10.IV | 13.IV | 16.IV | 4.IV  |
| Дата максимума            | 26.IV | 11.IV | 7.IV   | 12.IV  | 6.IV   | 26.IV | 19.IV  | 18.IV  | 11.V  | 6.V   | 1.V  | 5.V  | 19.IV  | 18.IV | 28.IV | 15.IV | 20.IV | 21.IV | 25.IV | 5.V   |
| Дата конца                | 17.V  | 23.V  | 2.VI   | 28.V   | 28.V   | 24.V  | 24.V   | 2.VI   | 16.VI | 14.VI | 31.V | 2.VI | 22.V   | 23.V  | 31.V  | 27.V  | 31.V  | 30.V  | 18.V  | 12.VI |
| Максимальный расход, м³/с | 47    | 53    | 69     | 70     | 73     | 49    | 56     | 72     | 62    | 54    | 61   | 61   | 59     | 44    | 46    | 57    | 52    | 48    | 33    | 70    |

|              | Средний | Наиболее ранний (максимальный) | Наиболее поздний (минимальный) |
| ------------ | ------- | ------------------------------ | ------------------------------ |
| Начало       | 4.IV    | 17.III                         | 22.IV                          |
| Максимум     | 23.IV   | 7.IV                           | 11.V                           |
| Конец        | 30.V    | 17.V                           | 16.VI                          |
| расход, м³/с | 57      | 73                             | 33                             |

## Фотографии
Сверху вниз по течению:

Мосты через р. Сестру от Белоострова до Сестрорецка
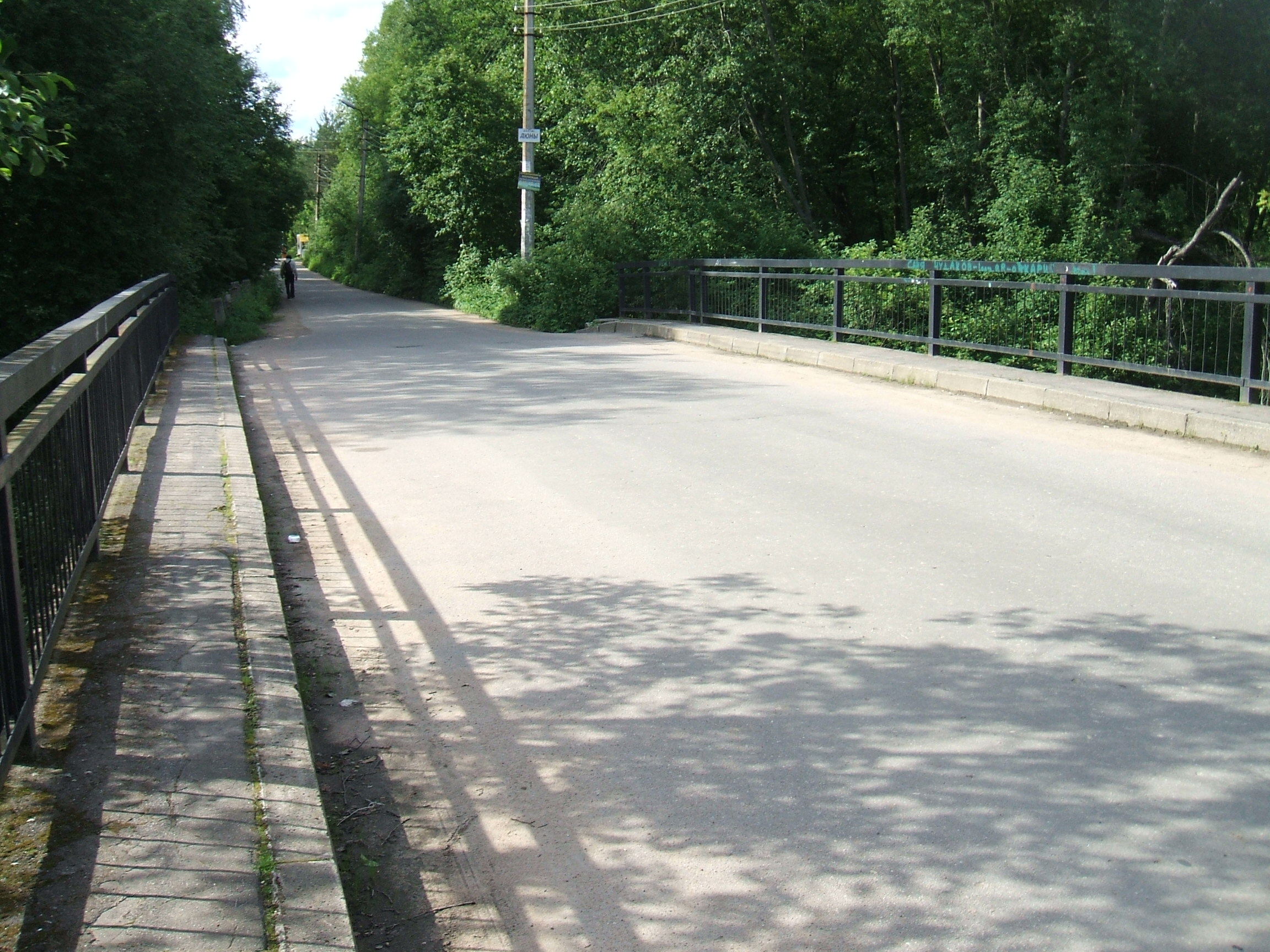
Мост из Белоострова в ДСК-1
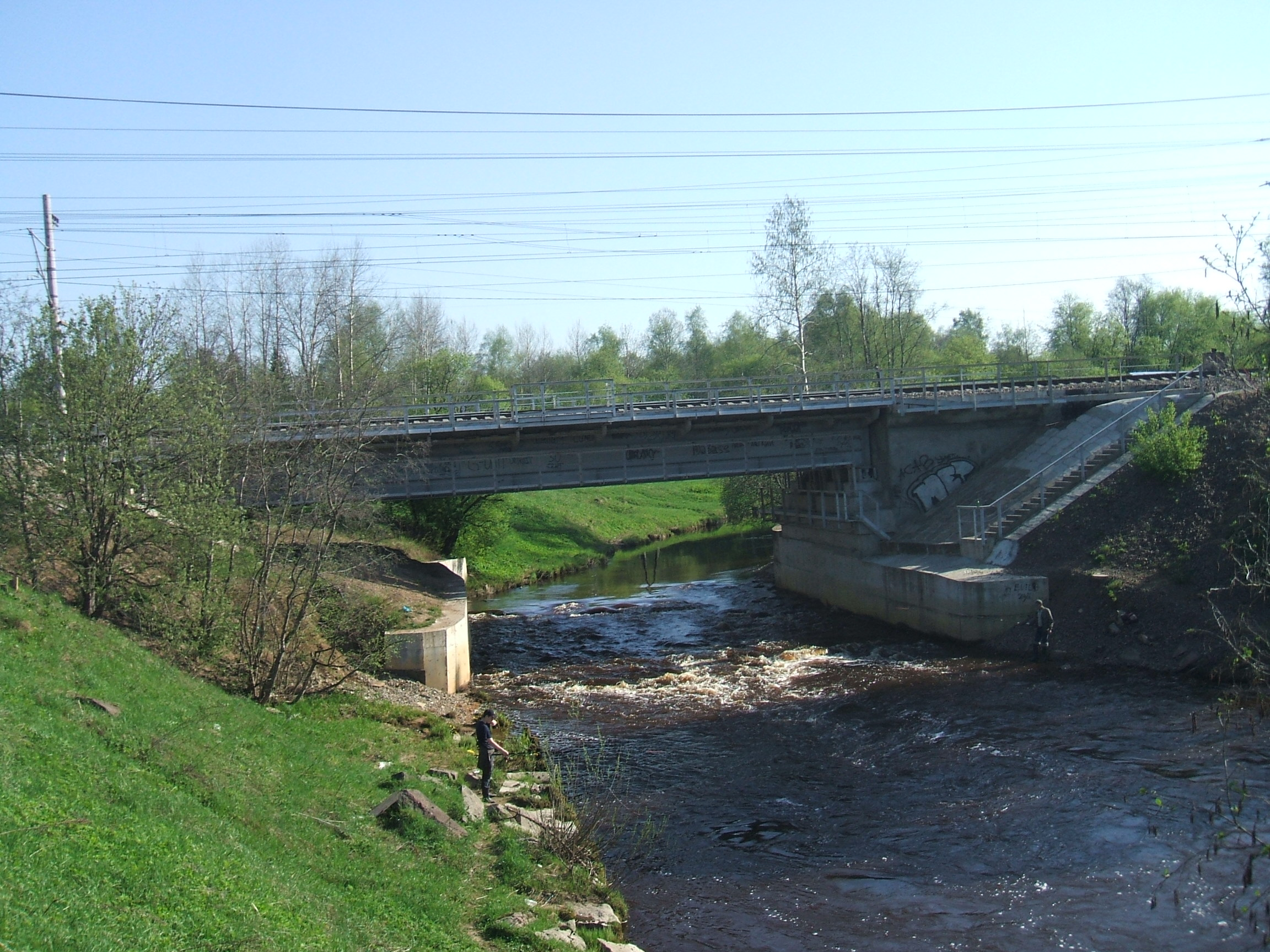
П.199 Ж. д. мост у вокзала ст. Белоостров
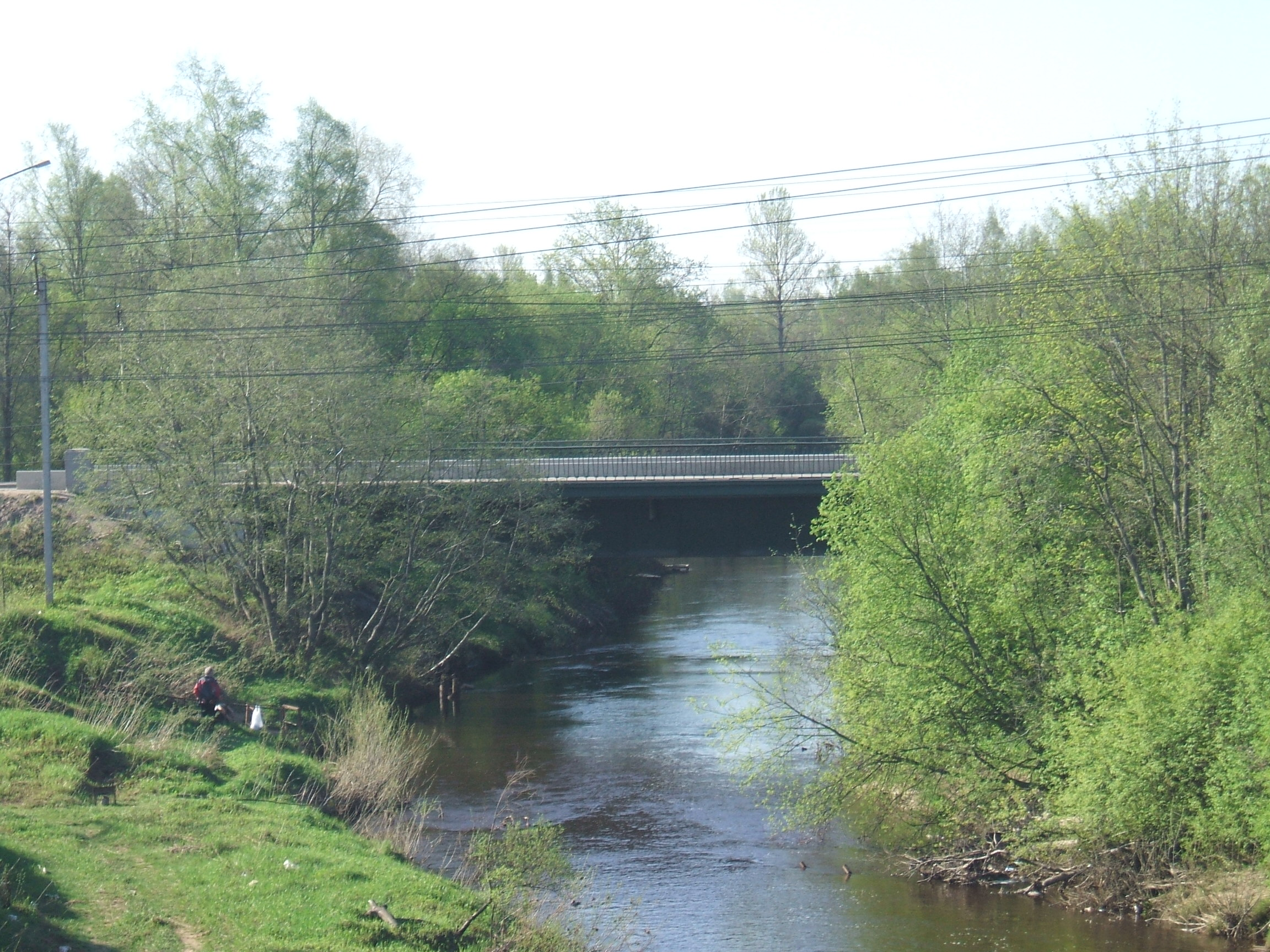
Авт. мост у ст.Белоостров
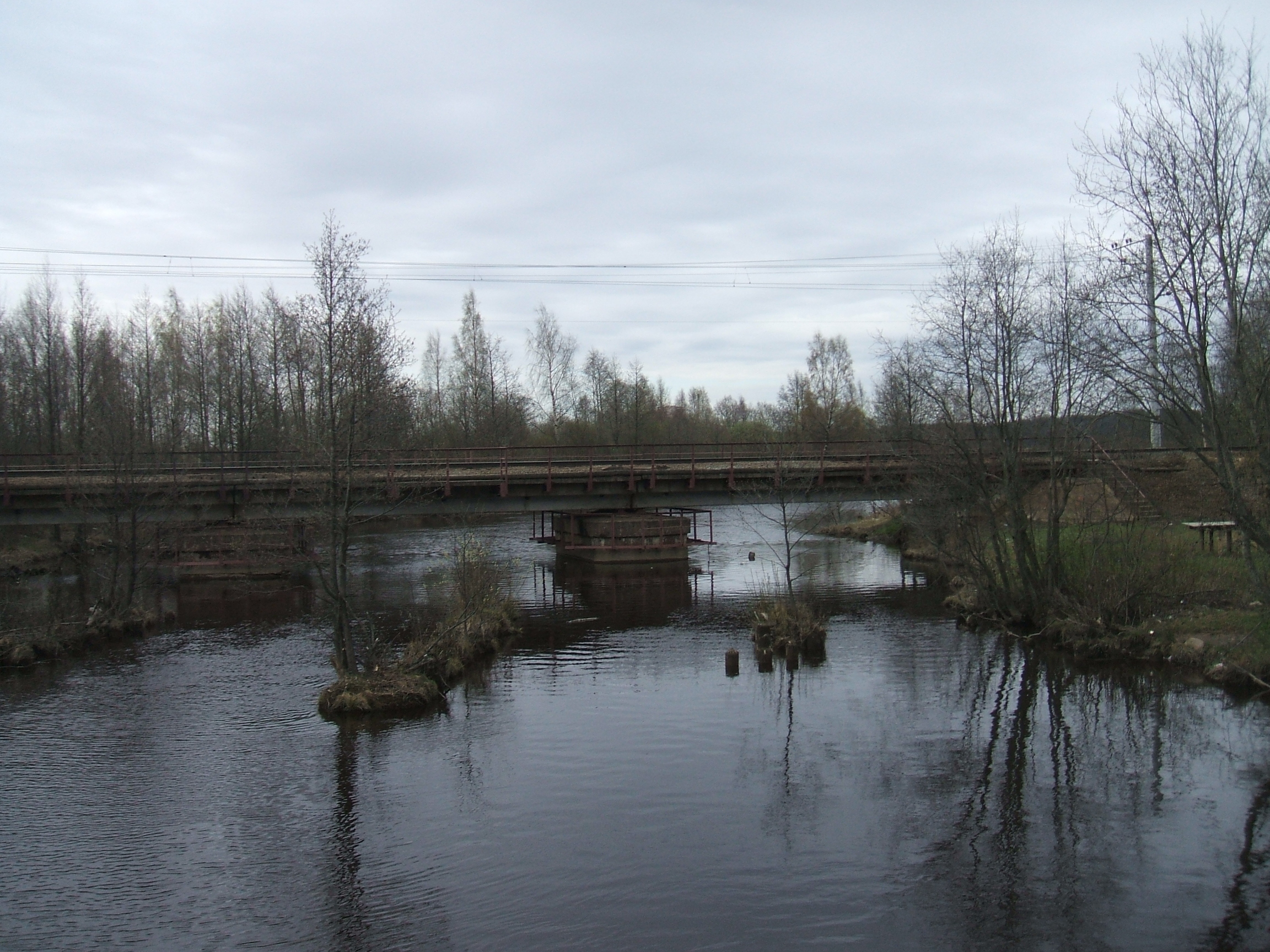
Ж. д. мост на 37 км. Приморского шоссе